# Mussaenda lancipetala
Mussaenda lancipetala är en måreväxtart som beskrevs av X.F.Deng och D.X.Zhang. Mussaenda lancipetala ingår i släktet Mussaenda och familjen måreväxter. Inga underarter finns listade i Catalogue of Life.